# Avanti West Coast
 (mai 2025).
Si vous disposez d'ouvrages ou d'articles de référence ou si vous connaissez des sites web de qualité traitant du thème abordé ici, merci de compléter l'article en donnant les références utiles à sa vérifiabilité et en les liant à la section « Notes et références ».
Avanti West Coast est un opérateur ferroviaire à franchise en Angleterre appartenant à First Group et Trenitalia. Il exploite des services de transport de passagers sur l'artère ferroviaire West Coast Main Line, connectant les villes de Londres, Birmingham, Liverpool, Manchester, Glasgow et Édimbourg. Il dispose d'un accord d'accès aux voies jusqu'en octobre 2026.